# فرعة (خولان)

تعديل مصدري - تعديل

فرعة هي إحدى قرى عزلة حباب آل حنتش بمديرية خولان التابعة لمحافظة صنعاء، بلغ تعداد سكانها 53 نسمة حسب تعداد اليمن لعام 2004.